# Michał Rozmys
Michał Rozmys (ur. 13 marca 1995 w Lubsku) – polski lekkoatleta, średniodystansowiec.
Złoty (2017) i brązowy (2016) medalista biegu na 800 metrów podczas mistrzostw Polski seniorów w lekkoatletyce. Brązowy medalista młodzieżowych mistrzostw Europy (2017) w biegu na 1500 metrów. Młodzieżowy rekordzista Polski w biegu na 1500 metrów (3:36,37). Półfinalista mistrzostw świata (Londyn 2017) w biegach na 800 i 1500 metrów. Zdobywca 8. miejsca w finale igrzysk olimpijskich w Tokio w biegu na 1500 metrów.

## Osiągnięcia
| Rok  | Impreza                                 | Miejsce   | Konkurencja    | Lokata      | Wynik   |
| ---- | --------------------------------------- | --------- | -------------- | ----------- | ------- |
| 2017 | Młodzieżowe mistrzostwa Europy          | Bydgoszcz | bieg na 1500 m | 3. miejsce  | 3:49,30 |
| 2017 | Mistrzostwa świata                      | Londyn    | bieg na 800 m  | półfinał    | 1:46,10 |
| 2017 | Mistrzostwa świata                      | Londyn    | bieg na 1500 m | półfinał    | 3:42,94 |
| 2017 | Uniwersjada                             | Tajpej    | bieg na 800 m  | półfinał    | 1:48,71 |
| 2018 | Mistrzostwa Europy                      | Berlin    | bieg na 800 m  | 4. miejsce  | 1:45,32 |
| 2018 | Puchar interkontynentalny               | Ostrawa   | bieg na 800 m  | 5. miejsce  | 1:47,05 |
| 2019 | Halowe mistrzostwa Europy               | Glasgow   | bieg na 800 m  | eliminacje  | 1:49,35 |
| 2019 | Uniwersjada                             | Neapol    | bieg na 1500 m | 1. miejsce  | 3:53,67 |
| 2019 | Światowe wojskowe igrzyska sportowe     | Wuhan     | bieg na 800 m  | 1. miejsce  | 1:49,00 |
| 2019 | Światowe wojskowe igrzyska sportowe     | Wuhan     | bieg na 1500 m | 1. miejsce  | 3:46,33 |
| 2021 | Halowe mistrzostwa Europy               | Toruń     | bieg na 1500 m | 6. miejsce  | 3:40,11 |
| 2021 | Superliga drużynowych mistrzostw Europy | Chorzów   | bieg na 1500 m | 3. miejsce  | 3:57,13 |
| 2021 | Igrzyska olimpijskie                    | Tokio     | bieg na 1500 m | 8. miejsce  | 3:32,67 |
| 2022 | Halowe mistrzostwa świata               | Belgrad   | bieg na 1500 m | 7. miejsce  | 3:36,71 |
| 2022 | Mistrzostwa świata                      | Eugene    | bieg na 1500 m | 10. miejsce | 3:34,58 |
| 2022 | Mistrzostwa Europy                      | Monachium | bieg na 1500 m | 7. miejsce  | 3:37,63 |
| 2023 | Halowe mistrzostwa Europy               | Stambuł   | bieg na 1500 m | 9. miejsce  | 3:43,09 |
| 2023 | Mistrzostwa świata                      | Budapeszt | bieg na 1500 m | eliminacje  | 3:34,58 |

## Rekordy życiowe
| Konkurencja                | Wynik   | Data             | Miejsce   | Uwagi                                      |
| -------------------------- | ------- | ---------------- | --------- | ------------------------------------------ |
| bieg na 200 metrów         | 23,12   | 28 maja 2016     | Goleniów  |                                            |
| bieg na 400 metrów         | 48,95   | 22 września 2018 | Ostróda   |                                            |
| bieg na 600 metrów         | 1:16,13 | 10 sierpnia 2019 | Warszawa  |                                            |
| bieg na 800 metrów         | 1:45,32 | 11 sierpnia 2018 | Berlin    |                                            |
| bieg na 1000 metrów        | 2:17,21 | 30 sierpnia 2021 | Sopot     | 3. wynik w historii polskiej lekkoatletyki |
| bieg na 1500 metrów        | 3:32,67 | 7 sierpnia 2021  | Tokio     | 2. wynik w historii polskiej lekkoatletyki |
| bieg na 2000 metrów        | 4:57,98 | 19 sierpnia 2020 | Bydgoszcz |                                            |
| bieg na 3000 metrów        | 8:11,90 | 25 czerwca 2017  | Lille     |                                            |
| bieg na milę               | 3:55,13 | 16 czerwca 2022  | Oslo      | 2. wynik w polskich tabelach historycznych |
| bieg na 600 metrów (hala)  | 1:24,78 | 14 stycznia 2012 | Chociebuż |                                            |
| bieg na 800 metrów (hala)  | 1:47,29 | 2 lutego 2019    | Karlsruhe |                                            |
| bieg na 1000 metrów (hala) | 2:31,72 | 29 stycznia 2012 | Spała     |                                            |
| bieg na 1500 metrów (hala) | 3:36,10 | 17 lutego 2021   | Toruń     | 2. wynik w historii polskiej lekkoatletyki |
| bieg na 3000 metrów (hala) | 7:49,83 | 22 lutego 2022   | Toruń     | 2. wynik w polskich tabelach historycznych |